# Герасимов, Борис Сергеевич
Бори́с Серге́евич Гера́симов (5 мая 1913 — 18 июля 1986, Воронеж) — советский футболист, полузащитник. Известный в Воронеже футбольный тренер.

## Биография

### Карьера игрока
В 1936 году в составе воронежского «Динамо» вышел на поле против московского Спартака, в рамках розыгрыша первого кубка СССР по футболу.
5 августа 1938 сыграл в 1/32 кубка СССР против московской команды «Сталинец», игравшей в группе «А» чемпионата СССР.
В 1939 году Герасимов в составе «Динамо» выигрывает Кубок РСФСР.
В 1942 году вместе с авиационным заводом имени К. Е. Ворошилова эвакуируется из Воронежа в Куйбышев. Вместе с Николаем Михеевым, Иваном Рожковым, Михаилом Ходня, Сергеем Румянцевым, Дмитрием Синяковым, Алексеем Колесниковым и Владимиром Теляком вошёл в основной состав нового клуба «Крылья Советов». Играл в «Крыльях» до 1945 года, в том сезоне команда вышла в Высшую лигу, а Герасимов провел на поле все 17 игр первенства. В 1946—1947 играл в Воронеже за «Крылья Советов».
В 1948 году завершил карьеру игрока выступая в Первой лиге за воронежский «Спартак».

### Карьера тренера
В июле 1948 года сменил на посту главного тренера воронежского «Спартака» Григория Архангельского. В 1949 возглавлял в Воронеже местное «Динамо». Клуб вылетел из Второй лиги, а в Кубке СССР дошёл до 1/16 финала, проиграв московскому ЦДКА.
Тренер клуба «Труд» Воронеж в 1972 году, начальник команды в 1973 году. С 1962 по 1972 год был главным тренером группы подготовки команды «Труд» (Воронеж).
В 2007, 2008, 2009 годах в Воронеже проходил юношеский футбольный турнир памяти Бориса Герасимова.

## Достижения
- Обладатель Кубка РСФСР — 1939